# Ѫ
Cette page contient des caractères spéciaux ou non latins. S’ils s’affichent mal (▯, ?, etc.), consultez la page d’aide Unicode.
Le grand ious (Ѫ en majuscule, ѫ en minuscule), aussi écrit grand yousse est une lettre de l’alphabet cyrillique utilisée en slavon. Elle a aussi été utilisée jusqu’en 1945 en bulgare et officiellement jusqu’en 1860 en roumain.

## Utilisation
En slavon, le ѫ représente la voyelle nasale postérieure /ɔ̃/. Cela correspond à la lettre ą en polonais et à la lettre Ⱘ dans l'alphabet glagolitique.

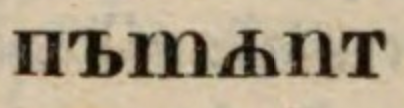
Le mot ‹ пъmѫnт › écrit avec l’alphabet mixte roumain, avec une forme simplifiée du ѫ dans un ouvrage de Silvestru Morariu-Andrievici de 1865.

La lettre est utilisée dans l'alphabet bulgare jusqu'en 1945 et dans l'alphabet cyrillique roumain jusqu'en 1860. Mais le phonème est totalement différent (c'est un /ɨ/).
En vieux-russe, il est progressivement remplacé par у (рѫка/рука ; дѫбъ/дубъ).

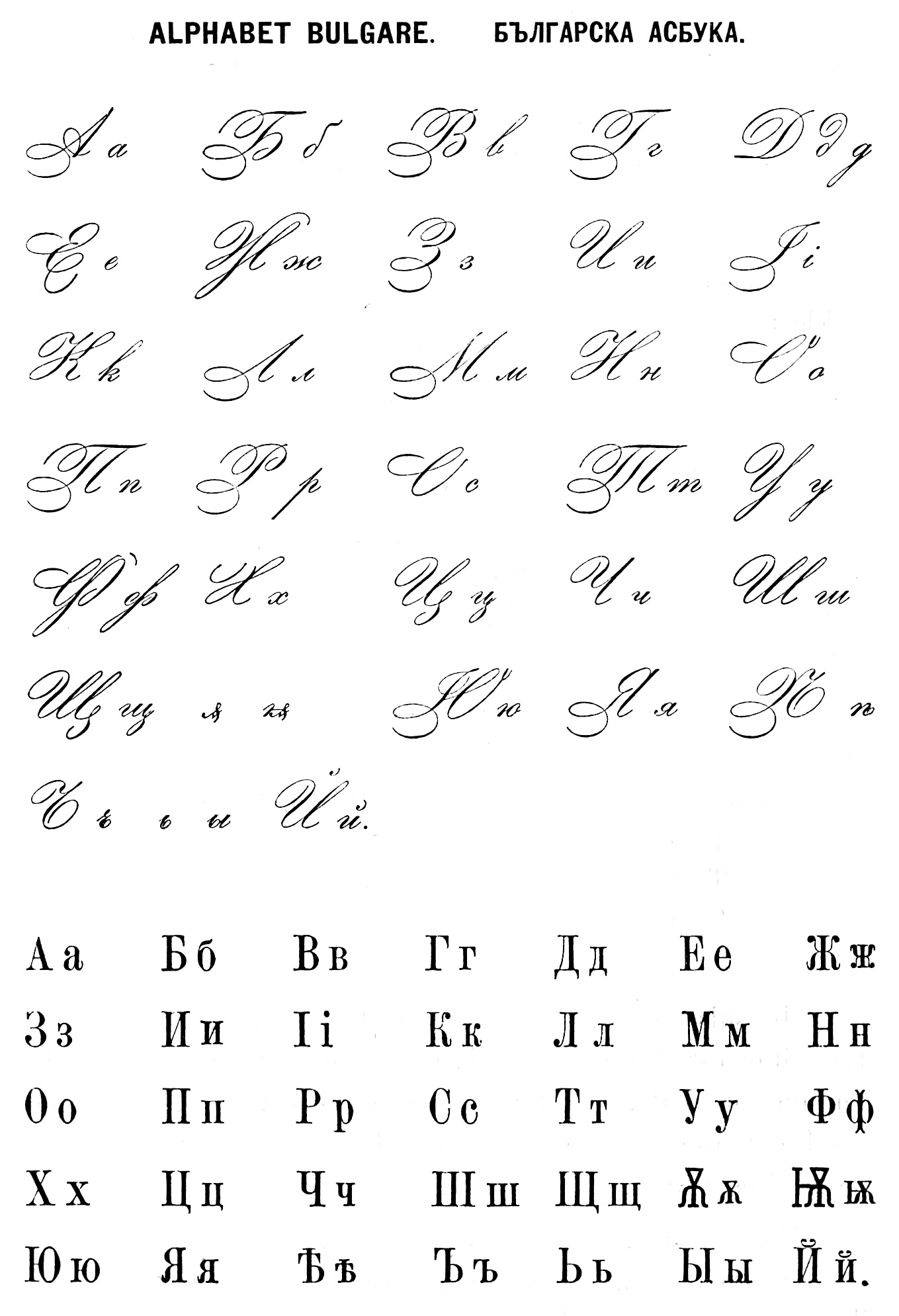
Alphabet bulgare en 1879, en polices d’écriture cursive et à empattements.

## Représentations informatiques
Le grand yousse peut être représenté avec les caractères Unicode suivants :
| formes    | représentations | chaînes de caractères | points de code | descriptions                             |
| --------- | --------------- | --------------------- | -------------- | ---------------------------------------- |
| capitale  | Ѫ               | Ѫ                     | U+046A         | lettre majuscule cyrillique grand yousse |
| minuscule | ѫ               | ѫ                     | U+046B         | lettre minuscule cyrillique grand yousse |